# تاجی احمدی
تاجی احمدی (۱۳۱۵ – ۱۳۶۷) دوبلور و بازیگر ایرانی بود.

## زندگی
تاج‌الملوک (تاجی) احمدی به سالِ ۱۳۱۵ در تهران به دنیا آمد و تحصیلات متوسطه (دیپلم) را به پایان برد. او که در ابتدا به‌عنوان پرستار مشغول به کار بود، در سال ۱۳۳۳ در بیمارستان در مواجهه با یکی از فیلم‌برداران برای بازی در یک فیلم سینمایی تست داد و قبول شد. از سال ۱۳۳۵ و هنگام بازی در فیلم «مرجان» به دوبلاژ دعوت شد و به عنوان دوبلور در زمینه دوبله به فعالیت پرداخت. در سال ۱۳۳۶ توسط حمید قنبری برای بازی در نمایشنامه «پرنده آبی» اثر موریس مترلینگ به تئاترِ فردوسی دعوت شد و پس از آن در نمایش‌های دیگر از جمله «دختر شکلات فروش»، «پیچ خطرناک»، «چراغ گاز»، «سیاه و سفید»، «مکافات»، «والدین وحشتناک»، و… ایفای نقش کرد. تاجی احمدی همکاری خود با رادیو را نیز از سال ۱۳۳۶ با شرکت در نمایش‌های رادیویی آغاز کرد و برای اولین بار در یکی از «داستان‌های شب» که از روی اپرای آیدا تنظیم شده و نام آن «درخت گل» بود، گویندگی کرد و پس از آن در دیگر نمایش‌نامه‌های رادیویی از جمله «کارگران»، «زن و زندگی»، «جانی دالر»، و… حضور داشت. همچنین او در برنامه‌های رادیویی «سیر و سفر»، «شما و رادیو»، «بگویید و بشنوید»، و… گویندگی می‌کرد. مهم‌ترین حضور او در سینما، فیلم «خشت و آینه» ساخته ابراهیم گلستان است که در آن نقش زنی هم نام خود (تاجی) را مقابل زکریا هاشمی ایفا کرد. در دوران طلایی دوبله او با صدای کمی خش دار که ظاهراً تا حدودی ناپخته و آسیب‌پذیر نشان می‌داد، اغلب به‌جای دختران جوان و پرتحرک گویندگی می‌کرد که بهترین‌هایش به‌جای ناتالی وود و جین فوندا بود. او همراه با شهروز رامتین از سال ۱۳۵۳ در مجموعه تلویزیونی «غریبه» ساخته همسرش محمدعلی زرندی (محمدعلی زرندی‌فر) بازی کرد و در میان پرده‌های فکاهی شوی تلویزیونی «پنجره‌ها» نیز حضور داشت. او به عنوان مجری تلویزیونی در برنامه‌ای با شاپور بختیار مصاحبه کرده است. بعد از انقلاب، سال ۱۳۵۸ تاجی به همراه همسر و دو پسرش به خارج از کشور مهاجرت کرد. تاجی در اواخر عمر به‌خاطر درگذشت فرزندش، دچار افسردگی شدید و اختلال حافظه شد.
این هنرمند سال ۱۳۶۷ بر اثر سرطان در پاریس درگذشت.

### زندگی شخصی
- همسر سابق محسن فرید (بازیگر تئاتر و سینما، کارگردان و فیلم‌نامه‌نویس)
- همسر سابق هوشنگ مرادی (دوبلور و مدیر دوبلاژ)
- همسر محمدعلی زرندی (دوبلور، مدیر دوبلاژ، کارگردان، فیلم‌نامه‌نویس و بازیگر)

## فعالیت‌های حرفه‌ای
- تحصیلات: دارای مدرک تحصیلی دیپلم
- شروع فعالیت در سینما با بازی در فیلم «طلسم شیطان» (محسن فرید، ۱۳۳۳)
- شروع فعالیت در رادیو به عنوان بازیگر (۱۳۳۷)
- شروع فعالیت در تئاتر با نمایشنامه «دختر شکلات فروش» (۱۳۳۷)
- شروع فعالیت در تلویزیون با مجموعه «غریبه» (۱۳۵۴)

## فیلم‌شناخت
- ۱ - روزهای تاریک یک مادر (۱۳۴۶)
- ۲ - خشت و آینه (۱۳۴۴)
- ۳ - پنجه (۱۳۴۱)
- ۴ - خداداد (۱۳۴۱)
- ۵ - نصیب و قسمت (۱۳۴۱)
- ۶ - ورپریده (۱۳۴۱)
- ۷ - آس و پاس (۱۳۴۰)
- ۸ - انسان پرنده (۱۳۴۰)
- ۹ - صد کیلو داماد (۱۳۴۰)
- ۱۰ - عمو نوروز (۱۳۴۰)
- ۱۱ - اول هیکل (۱۳۳۹)
- ۱۲ - بچه‌ننه (۱۳۳۹)
- ۱۳ - کی به کیه؟ (۱۳۳۹)
- ۱۴ - آقای اسکناس (۱۳۳۷)
- ۱۵ - انگشتر جادو (۱۳۳۷)
- ۱۶ - بیژن و منیژه (۱۳۳۷)
- ۱۷ - چهل طوطی (۱۳۳۷)
- ۱۸ - مردی که رنج می‌برد (۱۳۳۶)
- ۱۹ - نردبان ترقی (۱۳۳۶)
- ۲۰ - طلسم شیطان (۱۳۳۵)
- ۲۱ - مرجان (۱۳۳۵)
- ۲۲ - طلسم شیطان (۱۳۳۳)

## فعالیت در دوبلاژ
شروع حرفه‌ای دوبله: ۱۳۳۵
گوینده نقش‌های اول به‌جای جین فوندا، ناتالی وود، دبی رینولدز، ساندرا دی و… گویندگی به‌جای بازیگران زن در اکثر فیلم‌های جری لوئیس
مدیر دوبلاژ در استودیو «کارناوال فیلم»
گویندگی به‌جای:
- جین فوندا (گزارش چاپمن، ۱۹۶۲)
- جین فوندا (یکشنبه در نیویورک، ۱۹۶۴)
- جین فوندا (قفس عشق، ۱۹۶۴)
- جین فوندا (چرخ و فلک، ۱۹۶۴)
- جین فوندا (کت بالو، ۱۹۶۵)
- جین فوندا (تعقیب، ۱۹۶۶)
- جین فوندا (جسارت، ۱۹۶۶)
- جین فوندا (پابرهنه در پارک، ۱۹۶۷)
- جین فوندا (باربارلا، ۱۹۶۸)
- جین فوندا (مگر آنها به اسب‌ها شلیک نمی‌کنند؟، ۱۹۶۹)
- جین فوندا (کلوت، ۱۹۷۱)
- جین فوندا (پررو و بی‌حیا، ۱۹۷۳)
- جین فوندا (پرنده آبی، ۱۹۷۶)
- جین فوندا (جولیا، ۱۹۷۷)
- ناتالی وود (جویندگان، ۱۹۵۶)
- ناتالی وود (داستان وست ساید، ۱۹۶۱)
- ناتالی وود (شکوه علفزار، ۱۹۶۱)
- ناتالی وود (عشق با بیگانه کامل، ۱۹۶۳)
- ناتالی وود (هوس و دختر مجرد، ۱۹۶۴)
- ناتالی وود (شراره‌های سرکش، ۱۹۶۵)
- ناتالی وود (این ملک متروک شده، ۱۹۶۶)
- ناتالی وود (پنه‌لوپه، ۱۹۶۶)
- دبی رینولدز (خانه ییلاقی، ۱۹۵۹)
- دبی رینولدز (در تلاش معاش، ۱۹۶۰)
- دبی رینولدز (چگونه غرب تسخیر شد، ۱۹۶۲)
- دبی رینولدز (شش تا شیطون، ۱۹۶۳)
- دبی رینولدز (خداحافظ چارلی، ۱۹۶۴)
- دبی رینولدز (طلاق به سبک آمریکایی، ۱۹۶۷)
- کارول بیکر (ایستگاه شش صحرا، ۱۹۶۲)
- کارول بیکر (هوسبازان، ۱۹۶۴)
- کارول بیکر (غول، ۱۹۵۶)
- کارول بیکر (هارلو، ۱۹۶۵)
- جولی اندروز (مری پاپینز، ۱۹۶۴)
- جولی اندروز (پرده پاره، ۱۹۶۶)
- جولی اندروز (جاسوسه، ۱۹۸۱)
- شرلی مک‌لین (یازده سارق در لاس وگاس، ۱۹۶۰)
- شرلی مک‌لین (شایعه، ۱۹۶۱)
- شرلی جونز (المرگنتری، ۱۹۶۰)
- شرلی جونز (دو سوار، ۱۹۶۱)
- جرالدین چاپلین (دکتر ژیواگو، ۱۹۶۵)
- جرالدین چاپلین (روی درخت نارون، ۱۹۷۱)
- ویرجینیا میو (پرنسس و دزد دریایی، ۱۹۴۴)
- ویرجینیا میو (بهترین سال‌های زندگی ما، ۱۹۴۶)
- کارن بلک (گتسبی بزرگ، ۱۹۷۴)
- کارن بلک (توطئه خانوادگی، ۱۹۷۶)
- دبورا کر (غروبی‌ها، ۱۹۶۰)
- دبورا کر (کازینو رویال، ۱۹۶۷)
- شارون تیت (ببوس ولی گازم نگیر، ۱۹۶۷)
- شارون تیت (خرابکاران، ۱۹۶۸)
- لوئیز مکسول (از روسیه با عشق، ۱۹۶۳)
- لوئیز مکسول (پنجه طلایی، ۱۹۶۴)
- میریام هاپکینز (دردسر در بهشت، ۱۹۳۲)
- لورن باکال (خواب بزرگ، ۱۹۴۶)
- کیم هانتر (اتوبوسی به نام هوس، ۱۹۵۱)
- روندا فلمینگ (راهزن قلابی، ۱۹۵۲)
- جنت لی (بیمار قلابی، ۱۹۵۴)
- نانسی اولسون (پسری از اکلاهما، ۱۹۵۴)
- اوا ماری سنت (در بارانداز، ۱۹۵۴)
- جین پاول (هفت عروس برای هفت برادر، ۱۹۵۴)
- ایسان چرچمن (اُتِللو، ۱۹۵۵)
- می بریت (جنگ و صلح، ۱۹۵۶)
- ورا مایلز (جویندگان، ۱۹۵۶)
- نینا فوچ (ده فرمان، ۱۳۵۶)
- گلوریا تالبوت (سواری از چالمرز، ۱۹۵۶)
- الیزابت تیلور (درخت زندگی، ۱۹۵۷)
- اسوتلانا خاریتونوآ (درناها پرواز می‌کنند، ۱۹۵۷)
- سیندی رابینز (این زمین مال من است، ۱۹۵۹)
- دبرا پاجت (ببر اشناپور و مقبره هندی، ۱۹۵۹)
- کتی اودانل (بن هور، ۱۹۵۹)
- نیکول موری (جوراب قرمزها، ۱۹۵۹)
- ساندرا میلو (شاهدی در شهر، ۱۹۵۹)
- لی‌لا روکا (انتقام دراکولا، ۱۹۶۰)
- جوآن بلکمن (دیدار از سیاره‌ای کوچک، ۱۹۶۰)
- جودی گارلند (محاکمه در نورنبرگ، ۱۹۶۱)
- لین راس (محبوب زنها، ۱۹۶۱)
- آن مارگرت (معجزهٔ سیب، ۱۹۶۱)
- مادلین شروود (پرنده شیرین جوانی، ۱۹۶۲)
- سوزانا یورک (فروید، ۱۹۶۲)
- اینگا سوانسن (معجزه‌گر، ۱۹۶۲)
- استلا استیونس (پروفسور دیوانه، ۱۹۶۳)
- ادی آدامز (دنیای دیوانه، دیوانه، دیوانه، دیوانه، ۱۹۶۳)
- جوآن وودوارد (رقاصه سرگردان، ۱۹۶۳)
- جانت استریک (قصاب‌باشی، ۱۹۶۳)
- الیزابت مونت‌گومری (کی تو تخت من خوابیده؟، ۱۹۶۳)
- سوزان اولیور (بی‌نظم منظم، ۱۹۶۴)
- تانیا ملت (پنجه طلایی، ۱۹۶۴)
- اینا بلین (فریب‌خورده، ۱۹۶۴)
- تریسی رید (گلوله‌ای در تاریکی، ۱۹۶۴)
- آناستازیا ورتینسکایا (هملت، ۱۹۶۴)
- اولا یاکوبسون (آتش بر فراز تلمارک، ۱۹۶۵)
- سوزانا لی (بوئینگ بوئینگ، ۱۹۶۵)
- فرانسواز دورلیاک (چنگیز خان، ۱۹۶۵)
- لورلا د لوکا (تپانچه‌ای برای رینگو، ۱۹۶۵)
- باربارا راتینگ (عملیات کراسبو، ۱۹۶۵)
- کاتانا کایه‌تانو (کلبه عمو تم، ۱۹۶۵)
- میریام کولون (آپالوزا، ۱۹۶۶)
- ساندرا دی (اشتباه، ۱۹۶۶)
- تینا مارکواند (تگزاس آنسوی رودخانه، ۱۹۶۶)
- ماریه گومز (حرفه‌ای‌ها، ۱۹۶۶)
- کندیس برگن (دانه‌های شن، ۱۹۶۶)
- لسلی پریش (سه نفر روی نیمکت، ۱۹۶۶)
- مارگارت بایل (چاه شماره ۳، ۱۹۶۷)
- ژاکلین بیسه (کازینو رویال، ۱۹۶۷)
- باربارا راش (مرد، ۱۹۶۷)
- سیلوا کوشینا (جنگ سری هری فریگ، ۱۹۶۸)
- مری یور (قلعه عقاب‌ها، ۱۹۶۸)
- کلودیا کاردیناله (دو دختر و این همه دردسر، ۱۹۶۹)
- نادیا لطفی (شجره، ۱۹۶۹)
- گلندا جکسون (عشاق موسیقی، ۱۹۷۰)
- آنا کالدر مارشال (عشق هرگز نمی‌میرد، ۱۹۷۰)
- لیندا آوری (اتواستاپ‌زن‌ها، ۱۹۷۲)
- مارگارت رُز کیل (بازداشتگاه زنان، ۱۹۷۲)
- ریکا (حلال و حرام، ۱۹۷۵)
- کیسی یاتس (فریاد زنده ماندن، ۱۹۷۸)
- فرشته جنابی (زن یک‌شبه، ۱۳۵۰)
- فرشته جنابی (مهدی مشکی و شلوارک داغ، ۱۳۵۱)
- فرشته جنابی (گذر اکبر، ۱۳۵۱)
- فرشته جنابی (شیر تو شیر، ۱۳۵۱)
- فرانک میرقهاری (آتشپاره تهران، ۱۳۴۰)
- پوری بنایی (قفس طلایی، ۱۳۴۵)
- فریبا خاتمی (رضا موتوری، ۱۳۴۹)
- محبوبه بیات (گوزن‌ها، ۱۳۵۳)
- الیزابت مونت‌گومری / سامانتا (سریال افسونگر)
- جولی نیومر / زن گربه‌ای (سریال بتمن)[۲][۳][۴]